# PFAPA症候群
周期性発熱・アフタ性口内炎・咽頭炎・リンパ節炎症候群（Periodic Fever, Aphthous Stomatitis, Pharyngitis, and Adenitis Syndrome, PFAPA）は、小児に多く見られる自己炎症性疾患の一つであり、おおよそ3〜8週間間隔に定期的な発熱と口腔・咽頭・リンパ節の炎症を特徴とする。近年は成人にも見られる。原因は明確には解明されていないが、サイトカインの異常な活性化による炎症が関与していると考えられている。遺伝的要因の可能性も指摘されているが、明確な遺伝子変異は特定されていない。

## 症状
小児発症のPFAPAの発熱は通常、周期的（約3～8週間間隔）に発生し、高熱（39～41℃）が3～6日間持続する。発熱に伴い、以下の症状が典型的に現れる：
- アフタ性口内炎（Aphthous stomatitis）：口内の潰瘍
- 咽頭炎（Pharyngitis）：のどの炎症、扁桃腺の腫れ
- 頸部リンパ節炎（Adenitis）：首のリンパ節の腫れと痛み

発熱は自然に解熱し、発熱のない期間（間欠期）は完全に健康な状態を保つ。また、抗生物質は効果がなく、感染症との関連は認められていない。
成人発症のPFAPAでは小児発症の場合のような典型症状が現れることが少ないことが報告されている。

## 検査
発作時は炎症を反映する多くの項目（白血球、CRP、血清アミロイドA）の数値が高くなる。同じ炎症を反映するプロカルシトニンの値は正常か軽度の上昇にとどまる点がPFAPA症候群の特徴である。後述のプレドニゾロン（ステロイド）投与によって速やかに解熱することもPFAPA症候群の特徴のひとつであり、発熱時にステロイドを内服して速やかに解熱することを診断の根拠の一つとすることもあり得る。

## 治療
PFAPA症候群の治療は、症状の急性期における迅速な症状緩和と、再発頻度の低減を目的として多角的に検討されている。現時点では完全に確立された治療法は存在しないものの、いくつかの治療法が臨床で用いられている。

### シメチジン
シメチジン内服により3割の患者で発熱の期間、頻度がよくなったと報告されている。

### コルチコステロイド療法
発作時において、短期間のコルチコステロイド療法が有効とされる。一般的には、プレドニゾロン（プレドニン）が用いられ、体重1kgあたり0.5〜1mgの単回投与が推奨される。この投与法は、発作の熱や炎症症状を12〜24時間以内に迅速に解消する効果があると報告されている。しかし、コルチコステロイド投与には副作用として、次回の発作までの間隔が短縮される傾向があることが指摘されている。なお、プレドニン投与は必ずしも全ての患者に奏功するわけではない。

### ロイコトリエン受容体拮抗薬
気管支喘息やアレルギー性鼻炎に使われているモンテルカストが一部の患者で有効であることが確認されている。

### 扁桃腺摘出術
PFAPAの治療法として、扁桃腺摘出術が一部の症例で検討されている。7〜9割の患者で有効とされるが、必ずしも全ての患者に有効となるわけではない。

### インターロイキン1阻害薬
症例数は限られているものの、イラリスやアナキンラ（IL-1Rアンタゴニスト）はPFAPA発作の際に迅速な臨床反応をもたらし、発熱や炎症症状が短時間で解消されることが観察されている。なお、イラリスは1瓶150万円程度と非常に高額である。アナキンラは安価ではあるものの、日本においては未承認薬である。

## 予後
小児発症のPFAPAは成長とともに4〜8年程度で自然に改善することが多く、長期的な合併症を残すことはほとんどない。しかし、診断が遅れた場合には、本症候群の治療には意味のない不要な抗生物質投与が繰り返されることがあるため、適切な診断が重要である。成人発症のPFAPAは症例が極めて少ないが、小児と比較して自然に改善することが少ないことが報告されている。